# Az-Zumar
Az-Zumar (arabisch الزمر az-Zumar ‚Die Scharen‘) ist die 39. Sure des Korans, sie enthält 75 Verse. Die Verkündigung der Sure fällt gegen Ende der dritten mekkanischen Periode (620–622), mit Ausnahme einiger Verse, wobei es zu deren Anzahl und zu den genauen Stellen verschiedene Meinungen gibt. Ihr Titel bezieht sich auf den Vers 71, laut dem die Ungläubigen „in Scharen“ zur Hölle getrieben werden.
Die Sure enthält zahlreiche Ausdrücke und Themen, die aus vielen anderen Suren hinlänglich bekannt sind: Monotheismus; Zeichen Gottes in der Schöpfung von Himmel und Erde, Mensch und Tier; Haltung der Gläubigen und Ungläubigen; Gott der Richter; Unbeständigkeit des Menschen; Barmherzigkeit und Strenge Gottes, und schließlich das Jüngste Gericht. Bei der Beschreibung der Gläubigen und Ungläubigen fällt die große Zahl unvollendeter Sätze auf, Beispiel: „Ist denn einer, der sich mit seinem Gesicht vor der schlimmen Pein am Tag der Auferstehung hütet, ...?“ (aus Vers 24).